# Malajhöna
Malajhöna (Tropicoperdix charltonii) är en fågel i familjen fasanfåglar inom ordningen hönsfåglar.

## Utseende och läte
Malajhönan är en intrikat tecknad hönsfågel. Den är brun på ovansidan, med en rostfärgad haklapp och huvudet fläckat i svart, vitt och orange. Det högljudda lätet består av darrande, fallande visslingar.

## Utbredning och systematik
Malajhönan delas in i två underarter med följande utbredning:
- charltonii – förekommer från södra Thailand till södra Myanmar och Malackahalvön
- atjenensis – förekommer på norra Sumatra (Aceh-provinsen)

Tidigare inkluderades sabahhönan (T. graydoni) i arten, men urskildes 2016 som egen art av BirdLife International, 2022 av tongivande eBird/Clements och 2023 av International Ornithological Congress.

### Släktestillhörighet
Malajhönan och dess nära släktingar sabahhönan och grönfotshönan placeras traditionellt i sånghönesläktet Arborophila. Genetiska studier visar dock att de endast är avlägset släkt. De har därför lyfts ut till det egna släktet Tropicoperdix.

## Levnadssätt
Malajhönan hittas i skogsområden i lågland och lägre bergstrakter. Där ses den i småflockar på marken.

## Status
IUCN kategoriserar arten som sårbar.

## Namn
Fågelns vetenskapliga artnamn hedrar en Andrew Charlton (1803-1888), generallöjtnant i Bengal Light Infantry. Fram tills nyligen kallades den även charltonhöna på svenska, men justerades 2022 till ett mer informativt namn av BirdLife Sveriges taxonomikommitté.